# Lapérouse (bâtiment hydrographique)
Pour les articles homonymes, voir Lapérouse (homonymie).
Le Lapérouse (indicatif visuel A791), orthographié parfois La Pérouse, est un bâtiment hydrographique de classe Lapérouse, de deuxième classe de la Marine nationale, c'est-à-dire un bateau à vocation scientifique dont la description des fonds marins afin d'obtenir une cartographie précise des fonds. Le navire est déployé sur les côtes françaises, ou à l'étranger, dans le cadre d'accord de coopération. Il dispose d'une propulsion électrique et d'un treuil d'hydrologie qui lui ont permis de réaliser des travaux d'océanographie.

## Historique
Mis sur cale le 11 juin 1985, lancé le 15 novembre 1986, le bâtiment hydrographique Lapérouse est entré en service le 20 avril 1988. C'est le premier bâtiment de ce type. Le Lapérouse a pour ville marraine Albi (Tarn) depuis le 7 octobre 1988.
Basé à Brest, le Lapérouse effectue des travaux hydrographiques au profit du Service hydrographique et océanographique de la marine (SHOM), tout en étant rattaché organiquement, depuis le 2 juin 2000, à la Force d'action navale (FAN). La mission des bâtiments hydrographiques est principalement scientifique, mais ces navires restent des bateaux militaires. Ainsi lors de ces déploiements ils peuvent être confrontés à des situations sensibles : rencontrer des pirates, répondre à des menaces terroristes, assurer une évacuation de ressortissants ou, encore, assurer le sauvetage de marins en détresse. Ils participent aussi ponctuellement à l'action de l'État en mer en effectuant des missions de contrôles des approches maritimes.
Fin juin 2020, le bateau est victime d'une avarie de moteur de barre alors qu'il est en mission océanographique au nord de la baie de Lannion. Dans l'incapacité de gouverner, il est remorqué vers Brest par le BSAA Sapeur.

## Caractéristiques
- Déplacement : 850 t (980 pc).
- Dimensions (mètres) : 59 × 10,9 × 3,63 mètres.
- Distance franchissable : 6 000 nautiques à 12 nœuds.
- Propulsion : 2 diesels SACM Wärtsilä UD30 RVR V12 M6, 2 hélices à pales orientables, 1 propulseur d'étrave.
- Puissance : 2 500 ch (1 840 kW).
- Radar : Un radar de navigation DECCA 1226.
- Usine électrique : 620 kW.
- Équipage : 4 officiers, 18 officiers mariniers, 15 quartiers-maîtres et matelots, 11 hydrographes.

Système d'armes

2 fusils mitrailleurs AANF1 et deux mitrailleuses Browning M2 12,7 mm
- armement léger

Comme tous les bâtiments de la Marine nationale à vocation scientifique, la coque et les superstructures sont peintes en blanc.